# جتپور (نواگاد)
جتپور (به انگلیسی: Jetpur) یک منطقهٔ مسکونی در هند است که در Jetpur Taluka واقع شده‌است. جتپور ۱۱۸٬۳۰۲ نفر جمعیت دارد و ۱۸۴ متر بالاتر از سطح دریا واقع شده‌است.